# ميقونة ثنائية الصفائح
ميقونة ثنائية الصفائح (الاسم العلمي: Mucuna diplax) هي نوع من النباتات تتبع جنس الميقونة من الفصيلة البقولية.